# Zartes Hornblatt
Das Zarte Hornblatt (Ceratophyllum submersum) ist eine Pflanzenart innerhalb der Familie der Hornblattgewächse (Ceratophyllaceae). Sie ist in Eurasien und Afrika verbreitet und kommt auch in Nord- und Mittelamerika vor. Es handelt sich um eine wurzellose, ganzjährig grüne, submerse, flutende Wasserpflanze.

## Beschreibung

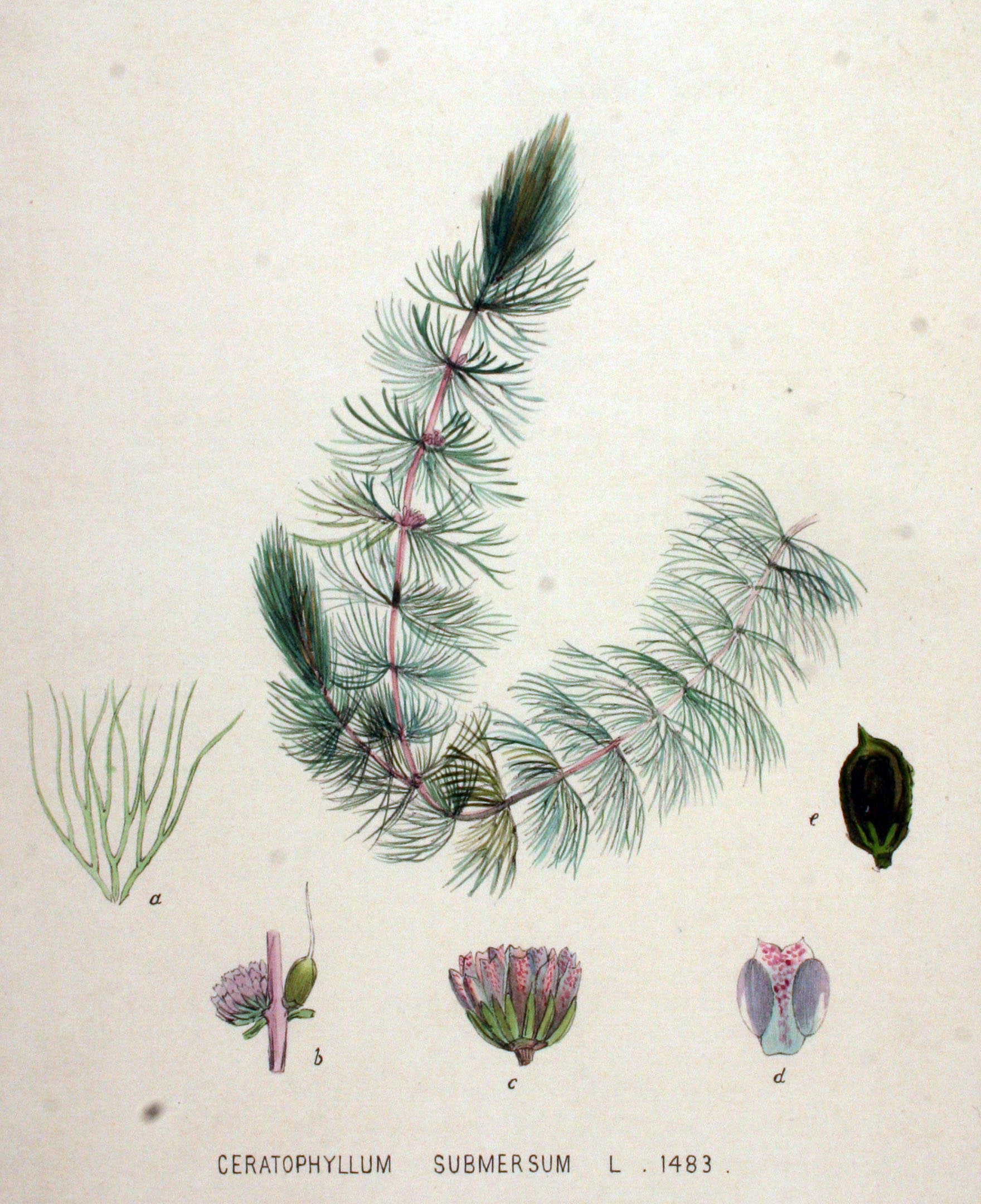
Illustration aus Flora Batava, Volume 19

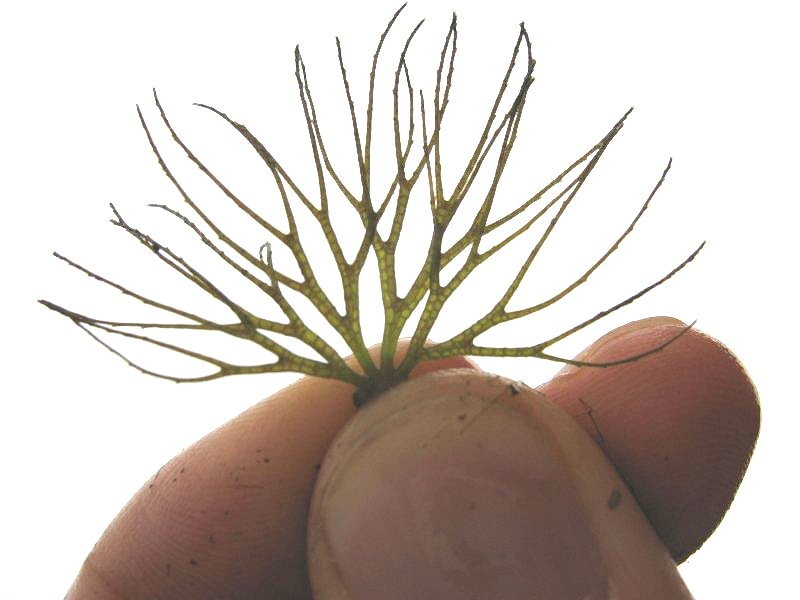
Gabelig geteiltes Laubblatt

Das Zarte Hornblatt ist eine ausdauernde krautige Pflanze. Der Stängel wird 25 bis 60 Zentimeter lang. Die Laubblätter sind quirlig am Stängel angeordnet. Es besitzt im Gegensatz zum Rauhen Hornblatt feine grüne Laubblätter, die zwei- bis viermal gabelig geteilt sind und nur wenige (etwa 5 bis 8) kaum sichtbare Zähnchen an den Blättern besitzt. 
Die Blütezeit reicht von Juni bis August. Die eingeschlechtigen Blüten besitzen nur ein bis zwei Blütenhüllblätter. Männliche Blüten enthalten 10 bis 20 Staubblätter. Die Früchte sind stets ohne Stacheln.
Die Chromosomenzahl beträgt 2n = 40 oder 72.

## Ökologie
Beim Zarten Hornblatt handelt es sich um einen Hydrophyten.
Bestäubt werden die meist unter Wasser blühenden Blüten durch die Wasserströmung. Die Ausbreitung der Früchte erfolgt ebenso durch das Wasser und relativ häufig auch durch Vögel, die die zum Teil klebrigen Früchte an das nächste Gewässer tragen. Im Herbst bildet die Pflanze Turionen (Winterknospen) aus.

## Vorkommen
Das eurasiatische Zarte Hornblatt ist in Europa und Teilen Westasiens verbreitet. In Eurasien erstreckt sich sein Verbreitungsgebiet von Süd- und Mitteleuropa, im Norden bis Südengland und Dänemark; ostwärts bis Westsibirien und Zentralasien. Weitere Vorkommen findet man in Mesopotamien, in Afrika, in Florida und auf Hispaniola. Obgleich das Zarte Hornblatt sehr wärmeliebend ist, reicht sein Verbreitungsgebiet bis nach Südskandinavien und bis nach Südsibirien, wo es allerdings nur besonders warme Gewässer besiedelt. 
In Mitteleuropa ist es im Küstenbereich selten, im Binnenland sehr selten und in größeren Gebieten Mitteleuropas fehlt es ganz. Das Zarte Hornblatt kam in weiten Teilen Deutschlands vor. Südlich des Mains findet man es kaum noch; frühere Vorkommen sind hier entweder erloschen oder sie beruhen auf Falschbestimmungen. Ebenfalls fraglich sind Angaben aus dem Wallis und dem Alpenvorland. In Kärnten ist es selten zu finden. Durch die zunehmende Eutrophierung der Gewässer befindet es sich gerade in zunehmender Ausbreitung.
Das Zarte Hornblatt gedeiht in eutrophen stehenden Gewässern. Das Zarte Hornblatt braucht zumindest mäßig stickstoffreiche, sommerwarme, stehende Gewässer mit ausgeprägtem Schlammboden. Es kommt in Seen oder Söllen und in Altwassern vor, und zwar in windgeschützten Buchten oder über flach auslaufendem Seegrund, also vermutlich in Wassertiefen von weniger als 1,5 bis 2 Metern. Es gedeiht in Gesellschaften der Verbände Lemnion, Nymphaeion oder Potamogetonion.

## Systematik und Taxonomie
Die Erstveröffentlichung von Ceratophyllum submersum erfolgte 1763 durch Carl von Linné. Das Artepitheton submersum bedeutet untergetaucht.
Man kann zwei Varietäten unterscheiden:
- Ceratophyllum submersum var. haynaldianum (Borbás) Wilmot-Dear: Sie kommt von der Slowakei bis Ungarn vor.[1]
- Ceratophyllum submersum var. submersum: Sie kommt von Europa bis Zentralasien, vom tropischen Afrika bis zur Arabischen Halbinsel, in Florida und auf Hispaniola vor.[1]

## Trivialnamen
Für das Zarte Hornblatt bestehen bzw. bestanden auch die weiteren deutschsprachigen Trivialnamen: Wasserzinken (Schlesien) und Zinken (Pommern) sowie Glattes Hornblatt.